# Campionato mondiale di hockey su ghiaccio maschile 2010
Il 74º Campionato mondiale di hockey su ghiaccio è stato assegnato dall'International Ice Hockey Federation alla Germania, che lo ha ospitato a Colonia, a Mannheim e a Gelsenkirchen nel periodo tra il 7 e il 23 maggio 2010. È la settima volta che la Germania ha ospitato la fase finale del torneo dopo le edizioni del 1936, 1955, 1975, 1983, 1993 e 2001. Proprio grazie all'assegnazione dei mondiali la nazionale tedesca ha evitato la retrocessione dal Gruppo A alla I Divisione nel corso del campionato mondiale 2009.
La nazionale russa era la detentrice del titolo, in virtù dei due successi consecutivi ottenuti nel 2008 e nel 2009.
Il torneo è stato vinto dalla Repubblica Ceca, la quale ha conquistato il suo sesto titolo sconfiggendo in finale proprio la Russia per 2–1. La Svezia sconfiggendo la Germania per 3-1 ha ottenuto la medaglia di bronzo.
Il campionato mondiale 2010 risulta l'evento IIHF più visto della storia, con una audience stimata di oltre 650 milioni di spettatori in oltre 100 nazioni. Considerevole inoltre è stato il successo di pubblico presente nei palazzetti del ghiaccio, secondo in assoluto dietro soltanto a quello del Campionato mondiale 2004: 548.788 tifosi nel 2010 contro i 552.097 nel 2004 in Repubblica Ceca.

## Scelta della sede
Le quattro nazioni, tutte europee, che avevano ufficialmente dichiarato il proprio interesse nell'organizzazione della competizione erano state (in ordine alfabetico):
- Bielorussia
- Germania
- Slovacchia
- Svezia

La Slovacchia e la Svezia si ritirarono immediatamente dalla competizione per concentrarsi sull'organizzazione del campionato mondiale del 2011. La Slovacchia avrebbe in seguito vinto la votazione per l'organizzazione dell'edizione del 2011, mentre la Svezia, nazione vincente per il 2012, scelse di organizzare congiuntamente le edizioni del 2012 e del 2013 con la Finlandia. La Bielorussia ottenne l'organizzazione dei mondiali nel 2014.
Dopo un turno di votazioni la nazione vincitrice fu annunciata il 15 maggio 2005 dal presidente della IIHF René Fasel in occasione del congresso annuale della IIHF presso la sede di Zurigo, in Svizzera. Le città bielorusse di Minsk e Žodzina ricevettero 18 voti contro gli 89 della Germania, proclamata nazione organizzatrice del campionato mondiale 2010.

### Risultati della votazione
| Nazione     | Voti |
| ----------- | ---- |
| Germania    | 89   |
| Bielorussia | 18   |

- Slovacchia ritiratasi prima del congresso per la votazione per il 2010, rimandata al 2011.
- Svezia ritiratasi prima della votazione per il 2010, rimandata al 2011.

## Stadi
La Lanxess Arena di Colonia, costruita nel 1998, ospita le partite casalinghe del Kölner Haie, squadra che milita nella Deutsche Eishockey Liga e ha una capienza per le partite di hockey di 18.500 posti. La SAP Arena di Mannheim invece è stata costruita nel 2005 e ospita le partite casalinghe dell'Adler Mannheim, altra squadra della Deutsche Eishockey Liga e ha una capienza di 13.600 posti. La Veltins Arena di Gelsenkirchen invece è solitamente utilizzata come terreno di gioco dalla squadra calcistica dello Schalke 04, la quale milita in Bundesliga, ma in occasione del match inaugurale dei campionati mondiale fra Germania e Stati Uniti è stata riadattata a palazzetto del ghiaccio con una capienza pari a 77.803 spettatori, nuovo guinness dei primati quale partita di hockey su ghiaccio con il maggior numero di spettatori. Alla partita, conclusasi a sorpresa con la vittoria dei tedeschi per 2-1 all'overtime, era presente anche il Presidente federale della Germania Horst Köhler, insieme ad altri esponenti politici. L'11 dicembre dello stesso anno l'incontro fra Michigan State University e University of Michigan ha registrato l'incredibile numero di 113.411 spettatori, superando di oltre trentamila persone il primato stabilito in Germania.
| Lanxess Arena    | SAP Arena        |
| Capienza: 18.500 | Capienza: 13.600 |
|                  |                  |
| Gelsenkirchen    |                  |
| Veltins Arena    |                  |
| Capienza: 76.152 |                  |
|                  |                  |

## Partecipanti
Al torneo prendono parte 16 squadre:
| 13 dall'Europa    | Bielorussia                             | Danimarca                           | Finlandia  | Francia  |
| 13 dall'Europa    | Germania                                | Italia (Promossa dalla I divisione) | Lettonia   | Norvegia |
| 13 dall'Europa    | Rep. Ceca                               | Russia                              | Slovacchia | Svezia   |
| 13 dall'Europa    | Svizzera                                |                                     |            |          |
| 2 dal Nordamerica | Canada                                  | Stati Uniti                         |            |          |
| 1 dall'Asia       | Kazakistan (Promosso dalla I divisione) |                                     |            |          |

## Raggruppamenti
I gruppi del turno preliminare sono stati stabiliti in base alla Classifica mondiale IIHF stilata al termine del Campionato mondiale di hockey su ghiaccio 2009:
| Gruppo A (Colonia) | Gruppo B (Mannheim) | Gruppo C (Mannheim) | Gruppo D (Colonia) |
| Russia (1)         | Canada (2)          | Svezia (3)          | Finlandia (4)      |
| Bielorussia (8)    | Svizzera (7)        | Rep. Ceca (6)       | Stati Uniti (5)    |
| Slovacchia (9)     | Lettonia (10)       | Norvegia (11)       | Germania (12)      |
| Kazakistan (18)    | Italia (15)         | Francia (14)        | Danimarca (13)     |

* Tra parentesi è indicata la posizione nel Ranking IIHF.

## Gironi preliminari

### Girone A
| Colonia 9 maggio 2010, ore 16:15 UTC+2                                                                           | Bielorussia | 5 – 2 (0-0; 2-2; 3-0) referto | Kazakistan | Lanxess Arena (6.125 spett.) |
| Mjaleška 32:09 Stefanovič 33:39 Kaljužny 44:21 Salej 50:14 Dzjamahin 58:20 Marcatori 20:17 Dudarev 30:30 Antipin |             |                               |            |                              |
| |             |                               |            |                              |
| Mjaleška 32:09 Stefanovič 33:39 Kaljužny 44:21 Salej 50:14 Dzjamahin 58:20                                       | Marcatori   | 20:17 Dudarev 30:30 Antipin   |            |                              |

| Colonia 9 maggio 2010, ore 20:15 UTC+2                              | Slovacchia | 1 – 3 (0-1; 0-1; 1-1) referto               | Russia | Lanxess Arena (18.522 spett.) |
| Majeský 43:51 Marcatori 14:51 Afinogenov 29:23 Ovečkin 59:06 Kozlov |            |                                             |        |                               |
|                                                                     |            |                                             |        |                               |
| Majeský 43:51                                                       | Marcatori  | 14:51 Afinogenov 29:23 Ovečkin 59:06 Kozlov |        |                               |

| Colonia 11 maggio 2010, ore 16:15 UTC+2                                           | Russia    | 4 – 1 (1-0; 2-0; 1-1) referto | Kazakistan | Lanxess Arena (9.274 spett.) |
| Ovečkin 10:20 Koval'čuk 20:42 Sёmin 37:55 Grebeškov 43:22 Marcatori 57:59 Dudarev |           |                               |            |                              |
|                                                                                   |           |                               |            |                              |
| Ovečkin 10:20 Koval'čuk 20:42 Sёmin 37:55 Grebeškov 43:22                         | Marcatori | 57:59 Dudarev                 |            |                              |

| Colonia 11 maggio 2010, ore 20:15 UTC+2                                                  | Bielorussia | 2 – 4 (2-0; 0-2; 0-2) referto                     | Slovacchia | Lanxess Arena (8.862 spett.) |
| Dzjamahin 4:29 Kaljužny 9:03 Marcatori 22:42 Čiernik 30:07 59:06 Bartovič 44:07 Zagrapan |             |                                                   |            |                              |
|                                                                                          |             |                                                   |            |                              |
| Dzjamahin 4:29 Kaljužny 9:03                                                             | Marcatori   | 22:42 Čiernik 30:07 59:06 Bartovič 44:07 Zagrapan |            |                              |

| Colonia 13 maggio 2010, ore 16:15 UTC+2                              | Russia    | 3 – 1 (1-0; 2-0; 0-1) referto | Bielorussia | Lanxess Arena (17.540 spett.) |
| Mozjakin 10:45 Ovečkin 32:21 Anisimov 34:03 Marcatori 47:30 Kaljužny |           |                               |             |                               |
|                                                                      |           |                               |             |                               |
| Mozjakin 10:45 Ovečkin 32:21 Anisimov 34:03                          | Marcatori | 47:30 Kaljužny                |             |                               |

| Colonia 13 maggio 2010, ore 20:15 UTC+2                                                 | Kazakistan | 1 – 5 (0-1; 0-2; 1-2) referto                                   | Slovacchia | Lanxess Arena (13.556 spett.) |
| Dudarev 44:03 Marcatori 16:30 Zagrapan 25:04 33:52 Čiernik 54:18 Tatar 58:05 Podkonický |            |                                                                 |            |                               |
|                                                                                         |            |                                                                 |            |                               |
| Dudarev 44:03                                                                           | Marcatori  | 16:30 Zagrapan 25:04 33:52 Čiernik 54:18 Tatar 58:05 Podkonický |            |                               |

| Pos. |             | PG | V | VOT | POT | P | GF | GS | DR  | Pt |
| 1.   | Russia      | 3  | 3 | 0   | 0   | 0 | 10 | 3  | +7  | 9  |
| 2.   | Slovacchia  | 3  | 2 | 0   | 0   | 1 | 10 | 6  | +4  | 6  |
| 3.   | Bielorussia | 3  | 1 | 0   | 0   | 2 | 8  | 9  | -1  | 3  |
| 4.   | Kazakistan  | 3  | 0 | 0   | 0   | 3 | 4  | 14 | -10 | 0  |

### Girone B
| Mannheim 8 maggio 2010, ore 16:15 UTC+2                                                         | Canada    | 5 – 1 (2-1; 2-0; 1-0) referto | Italia | SAP Arena (7.912 spett.) |
| Perry 2:43 Russell 19:12 Duchene 25:27 Stamkos 30:37 Bourque 57:19 Marcatori 12:44 Strazzabosco |           |                               |        |                          |
|                                                                                                 |           |                               |        |                          |
| Perry 2:43 Russell 19:12 Duchene 25:27 Stamkos 30:37 Bourque 57:19                              | Marcatori | 12:44 Strazzabosco            |        |                          |

| Mannheim 8 maggio 2010, ore 20:15 UTC+2                      | Svizzera  | 3 – 1 (1-0; 1-0; 1-1) referto | Lettonia | SAP Arena (7.089 spett.) |
| Ambühl 2:26 Josi 22:28 Rüthemann 59:58 Marcatori 42:35 Meija |           |                               |          |                          |
|                                                              |           |                               |          |                          |
| Ambühl 2:26 Josi 22:28 Rüthemann 59:58                       | Marcatori | 42:35 Meija                   |          |                          |

| Mannheim 10 maggio 2010, ore 16:15 UTC+2         | Svizzera  | 3 – 0 (0-0; 1-0; 2-0) referto | Italia | SAP Arena (5.971 spett.) |
| Monnet 21:20 Brunner 46:39 Plüss 59:44 Marcatori |           |                               |        |                          |
|                                                  |           |                               |        |                          |
| Monnet 21:20 Brunner 46:39 Plüss 59:44           | Marcatori |                               |        |                          |

| Mannheim 10 maggio 2010, ore 20:15 UTC+2                                                  | Lettonia  | 1 – 6 (0-2; 0-4; 1-0) referto                                      | Canada | SAP Arena (8.862 spett.) |
| Pujacs 50:25 Marcatori 1:59 26:58 Tavares 18:19 Stamkos 25:30 39:06 Giordano 30:07 Downie |           |                                                                    |        |                          |
|                                                                                           |           |                                                                    |        |                          |
| Pujacs 50:25                                                                              | Marcatori | 1:59 26:58 Tavares 18:19 Stamkos 25:30 39:06 Giordano 30:07 Downie |        |                          |

| Mannheim 12 maggio 2010, ore 16:15 UTC+2                                                            | Italia    | 2 – 5 (1-1; 0-1; 1-3) referto                                 | Lettonia | SAP Arena (4.029 spett.) |
| Egger 14:45 Scandella 43:28 Marcatori 0:50 57:13 Daugaviņš 28:26 Ņiživijs 41:56 Reķis 59:09 Karsums |           |                                                               |          |                          |
| |           |                                                               |          |                          |
| Egger 14:45 Scandella 43:28                                                                         | Marcatori | 0:50 57:13 Daugaviņš 28:26 Ņiživijs 41:56 Reķis 59:09 Karsums |          |                          |

| Mannheim 12 maggio 2010, ore 20:15 UTC+2                                      | Canada    | 1 – 4 (1-2; 0-1; 0-1) referto                         | Svizzera | SAP Arena (12.500 spett.) |
| Tavares 14:29 Marcatori 11:47 Rüthemann 14:03 Plüss 21:38 Ambühl 45:29 Déruns |           |                                                       |          |                           |
|                                                                               |           |                                                       |          |                           |
| Tavares 14:29                                                                 | Marcatori | 11:47 Rüthemann 14:03 Plüss 21:38 Ambühl 45:29 Déruns |          |                           |

| Pos. |          | PG | V | VOT | POT | P | GF | GS | DR  | Pt |
| 1.   | Svizzera | 3  | 3 | 0   | 0   | 0 | 10 | 2  | +8  | 9  |
| 2.   | Canada   | 3  | 2 | 0   | 0   | 1 | 12 | 6  | +6  | 6  |
| 3.   | Lettonia | 3  | 1 | 0   | 0   | 2 | 7  | 11 | -4  | 3  |
| 4.   | Italia   | 3  | 0 | 0   | 0   | 3 | 3  | 13 | -10 | 0  |

### Girone C
| Mannheim 9 maggio 2010, ore 16:15 UTC+2                                                                                  | Rep. Ceca | 6 – 2 (2-0; 2-0; 2-2) referto | Francia | SAP Arena (3.132 spett.) |
| Hubáček 0:44 Novotný 11:43 Gřegořek 23:23 Rachůnek 25:07 Kašpar 46:06 Blaťák 59:27 Marcatori 46:27 Treille 48:37 Meunier |           |                               |         |                          |
| |           |                               |         |                          |
| Hubáček 0:44 Novotný 11:43 Gřegořek 23:23 Rachůnek 25:07 Kašpar 46:06 Blaťák 59:27                                       | Marcatori | 46:27 Treille 48:37 Meunier   |         |                          |

| Mannheim 9 maggio 2010, ore 20:15 UTC+2                                                                  | Norvegia  | 2 – 5 (0-2; 1-0; 1-3) referto                                    | Svezia | SAP Arena (5.022 spett.) |
| Thoresen 20:20 Solberg 44:57 Marcatori 6:43 47:08 57:43 Weinhandl 12:45 Karlsson 54:31 Pääjärvi-Svensson |           |                                                                  |        |                          |
| |           |                                                                  |        |                          |
| Thoresen 20:20 Solberg 44:57                                                                             | Marcatori | 6:43 47:08 57:43 Weinhandl 12:45Karlsson 54:31 Pääjärvi-Svensson |        |                          |

| Mannheim 11 maggio 2010, ore 16:15 UTC+2                                 | Rep. Ceca | 2 – 3 (0-1; 1-1; 1-1) referto                 | Norvegia | SAP Arena (2.256 spett.) |
| Jágr 27:56 53:09 Marcatori 12:09 Aasen 30:13 Fredriksen 44:23 Bastiansen |           |                                               |          |                          |
|                                                                          |           |                                               |          |                          |
| Jágr 27:56 53:09                                                         | Marcatori | 12:09 Aasen 30:13 Fredriksen 44:23 Bastiansen |          |                          |

| Mannheim 11 maggio 2010, ore 20:15 UTC+2                                          | Svezia    | 3 – 2 (1-0; 2-0; 0-2) referto | Francia | SAP Arena (3.268 spett.) |
| Gunnarsson 17:49 Andersson 22:34 Harju 27:44 Marcatori 44:34 Treille 54:05 Tardif |           |                               |         |                          |
|                                                                                   |           |                               |         |                          |
| Gunnarsson 17:49 Andersson 22:34 Harju 27:44                                      | Marcatori | 44:34 Treille 54:05 Tardif    |         |                          |

| Mannheim 13 maggio 2010, ore 16:15 UTC+2                                                         | Francia   | 1 – 5 (1-0; 0-1; 0-4) referto                                           | Norvegia | SAP Arena (4.403 spett.) |
| Da Costa 12:49 Marcatori 32:02 Lorentzen 42:34 Aasen 47:19 Bastiansen 48:42 Thoresen 56:57 Olimb |           |                                                                         |          |                          |
|                                                                                                  |           |                                                                         |          |                          |
| Da Costa 12:49                                                                                   | Marcatori | 32:02 Lorentzen 42:34 Aasen 47:19 Bastiansen 48:42 Thoresen 56:57 Olimb |          |                          |

| Mannheim 13 maggio 2010, ore 20:15 UTC+2                     | Svezia    | 1 – 2 (0-1; 1-1; 0-0) referto | Rep. Ceca | SAP Arena (12.500 spett.) |
| Pääjärvi-Svensson 24:03 Marcatori 0:54 Rolinek 29:18 Hubáček |           |                               |           |                           |
|                                                              |           |                               |           |                           |
| Pääjärvi-Svensson 24:03                                      | Marcatori | 0:54 Rolinek 29:18 Hubáček    |           |                           |

| Pos. |           | PG | V | VOT | POT | P | GF | GS | DR | Pt |
| 1.   | Svezia    | 3  | 2 | 0   | 0   | 1 | 9  | 6  | +3 | 6  |
| 2.   | Rep. Ceca | 3  | 2 | 0   | 0   | 1 | 10 | 6  | +4 | 6  |
| 3.   | Norvegia  | 3  | 2 | 0   | 0   | 1 | 10 | 8  | +2 | 6  |
| 4.   | Francia   | 3  | 0 | 0   | 0   | 3 | 5  | 14 | -9 | 0  |

### Girone D
| Gelsenkirchen 7 maggio 2010, ore 20:15 UTC+2   | Germania  | 2 – 1 (d.t.s.) (0-0; 0-1; 1-0) referto | Stati Uniti | Veltins-Arena (77.803 spett.) |
| Wolf 25:20 Schütz 60:21 Marcatori 48:28 Carter |           |                                        |             |                               |
|                                                |           |                                        |             |                               |
| Wolf 25:20 Schütz 60:21                        | Marcatori | 48:28 Carter                           |             |                               |

| Colonia 8 maggio 2010, ore 20:15 UTC+2                               | Finlandia | 1 – 4 (1-2; 0-1; 0-1) referto                | Danimarca | Lanxess Arena (11.452 spett.) |
| Kontiola 6:47 Marcatori 2:20 59:13 Nielsen 5:19 Regin 21:19 Jakobsen |           |                                              |           |                               |
|                                                                      |           |                                              |           |                               |
| Kontiola 6:47                                                        | Marcatori | 2:20 59:13 Nielsen 5:19 Regin 21:19 Jakobsen |           |                               |

| Colonia 10 maggio 2010, ore 16:15 UTC+2         | Stati Uniti | 1 – 2 (d.t.s.) (0-0; 1-1; 0-0) referto | Danimarca | Lanxess Arena (8.985 spett.) |
| Yandle 32:03 Marcatori 28:52 Eller 62:04 Lassen |             |                                        |           |                              |
|                                                 |             |                                        |           |                              |
| Yandle 32:03                                    | Marcatori   | 28:52 Eller 62:04 Lassen               |           |                              |

| Colonia 10 maggio 2010, ore 20:15 UTC+2 | Germania  | 0 – 1 (0-0; 0-1; 0-0) referto | Finlandia | Lanxess Arena (18.654 spett.) |
| Marcatori 25:18 Immonen                 |           |                               |           |                               |
|                                         |           |                               |           |                               |
|                                         | Marcatori | 25:18 Immonen                 |           |                               |

| Colonia 12 maggio 2010, ore 16:15 UTC+2                     | Danimarca | 1 – 3 (1-0; 0-1; 0-2) referto         | Germania | Lanxess Arena (18.623 spett.) |
| Larsen 3:40 Marcatori 8:40 M. Goc 33:28 Schütz 35:09 N. Goc |           |                                       |          |                               |
|                                                             |           |                                       |          |                               |
| Larsen 3:40                                                 | Marcatori | 8:40 M. Goc 33:28 Schütz 35:09 N. Goc |          |                               |

| Colonia 12 maggio 2010, ore 20:15 UTC+2                                    | Finlandia | 3 – 2 (0-1; 1-0; 2-1) referto | Stati Uniti | Lanxess Arena (17.633 spett.) |
| Komarov 35:52 Nummelin 40:18 Kapanen 57:58 Marcatori 3:30 Moss 59:43 Oshie |           |                               |             |                               |
|                                                                            |           |                               |             |                               |
| Komarov 35:52 Nummelin 40:18 Kapanen 57:58                                 | Marcatori | 3:30 Moss 59:43 Oshie         |             |                               |

| Pos. |             | PG | V | VOT | POT | P | GF | GS | DR | Pt |
| 1.   | Finlandia   | 3  | 2 | 0   | 0   | 1 | 5  | 6  | -1 | 6  |
| 2.   | Germania    | 3  | 1 | 1   | 0   | 1 | 5  | 3  | +2 | 5  |
| 3.   | Danimarca   | 3  | 1 | 1   | 0   | 1 | 7  | 5  | +2 | 5  |
| 4.   | Stati Uniti | 3  | 0 | 0   | 2   | 1 | 4  | 7  | -3 | 2  |

## Seconda fase
Le prime tre squadre di ogni gruppo preliminare avanzano alla seconda fase. Le dodici squadre vengono divise successivamente in due gruppi:le squadre dai gruppi A e D confluiscono nel Gruppo E, mentre le squadre dei gruppi B e C nel Gruppo F.
Ogni squadra conserva i punti ottenuti con le altre due squadre qualificate del proprio girone. In questa fase affrontano le altre tre squadre provenienti dall'altro girone preliminare.
Le prime quattro squadre dei gruppi E ed F accedono alla fase a eliminazione diretta.

### Girone E
| Colonia 14 maggio 2010, ore 20:15 UTC+2                                                 | Slovacchia | 0 – 6 (0-6; 0-0; 0-0) referto                                                 | Danimarca | Lanxess Arena (4.442 spett.) |
| Marcatori 1:05 Regin 4:20 Larsen 4:40 Christensen 10:52 Madsen 12:21 Green 13:42 Lassen |            |                                                                               |           |                              |
|                                                                                         |            |                                                                               |           |                              |
|                                                                                         | Marcatori  | 1:05 Regin 4:20 Larsen 4:40 Christensen 10:52 Madsen 12:21 Green 13:42 Lassen |           |                              |

| Colonia 14 maggio 2010, ore 20:15 UTC+2 | Finlandia | 2 – 0 (0-0; 2-0; 0-0) referto | Bielorussia | Lanxess Arena (5.273 spett.) |
| Immonen 27:23 Hytönen 32:19 Marcatori   |           |                               |             |                              |
|                                         |           |                               |             |                              |
| Immonen 27:23 Hytönen 32:19             | Marcatori |                               |             |                              |

| Colonia 15 maggio 2010, ore 20:15 UTC+2                                         | Russia    | 3 – 2 (1-0; 1-1; 1-1) referto | Germania | Lanxess Arena (18.343 spett.) |
| Koval'čuk 14:20 Kulëmin 26:10 Ovečkin 49:46 Marcatori 39:59 Ehrhoff 53:39 Barta |           |                               |          |                               |
|                                                                                 |           |                               |          |                               |
| Koval'čuk 14:20 Kulëmin 26:10 Ovečkin 49:46                                     | Marcatori | 39:59 Ehrhoff 53:39 Barta     |          |                               |

| Colonia 16 maggio 2010, ore 16:15 UTC+2                                                       | Danimarca | 1 – 6 (0-2; 1-1; 0-3) referto                                     | Russia | Lanxess Arena (5.789 spett.) |
| Christensen 25:02 Marcatori 15:07 47:51 50:51 Dacjuk 19:12 Ovečkin 33:40 Malkin 52:26 Kulëmin |           |                                                                   |        |                              |
|                                                                                               |           |                                                                   |        |                              |
| Christensen 25:02                                                                             | Marcatori | 15:07 47:51 50:51 Dacjuk 19:12 Ovečkin 33:40 Malkin 52:26 Kulëmin |        |                              |

| Colonia 16 maggio 2010, ore 20:15 UTC+2             | Germania  | 1 – 2 (d.t.s.) (0-1; 0-0; 1-0) referto | Bielorussia | Lanxess Arena (11.748 spett.) |
| Müller 59:06 Marcatori 6:43 Michalëv 64:45 Kaljužny |           |                                        |             |                               |
|                                                     |           |                                        |             |                               |
| Müller 59:06                                        | Marcatori | 6:43 Michalëv 64:45 Kaljužny           |             |                               |

| Colonia 17 maggio 2010, ore 16:15 UTC+2                                                              | Finlandia | 5 – 2 (0-0; 3-0; 2-2) referto | Slovacchia | Lanxess Arena (3.474 spett.) |
| Kontiola 29:20 Nummelin 30:13 Jokinen 33:26 56:34 Aaltonen 58:54 Marcatori 41:58 Tatar 58:01 Mihálik |           |                               |            |                              |
| |           |                               |            |                              |
| Kontiola 29:20 Nummelin 30:13 Jokinen 33:26 56:34 Aaltonen 58:54                                     | Marcatori | 41:58 Tatar 58:01 Mihálik     |            |                              |

| Colonia 17 maggio 2010, ore 20:15 UTC+2           | Bielorussia | 2 – 1 (0-1; 1-0; 1-0) referto | Danimarca | Lanxess Arena (3.257 spett.) |
| Stas' 36:31 Stefanovič 57:49 Marcatori 0:38 Eller |             |                               |           |                              |
|                                                   |             |                               |           |                              |
| Stas' 36:31 Stefanovič 57:49                      | Marcatori   | 0:38 Eller                    |           |                              |

| Colonia 18 maggio 2010, ore 16:15 UTC+2          | Slovacchia | 1 – 2 (0-1; 1-1; 0-0) referto | Germania | Lanxess Arena (15.137 spett.) |
| Svatos 39:17 Marcatori 7:19 Barta 24:42 Kreutzer |            |                               |          |                               |
|                                                  |            |                               |          |                               |
| Svatos 39:17                                     | Marcatori  | 7:19 Barta 24:42 Kreutzer     |          |                               |

| Colonia 18 maggio 2010, ore 20:15 UTC+2                                          | Russia    | 5 – 0 (1-0; 2-0; 2-0) referto | Finlandia | Lanxess Arena (11.687 spett.) |
| Fëdorov 16:42 Malkin 33:52 Kulëmin 34:02 Emelin 42:15 Afinogenov 42:55 Marcatori |           |                               |           |                               |
|                                                                                  |           |                               |           |                               |
| Fëdorov 16:42 Malkin 33:52 Kulëmin 34:02 Emelin 42:15 Afinogenov 42:55           | Marcatori |                               |           |                               |

| Pos. |             | PG | V | VOT | POT | P | GF | GS | DR  | Pt |
| 1.   | Russia      | 5  | 5 | 0   | 0   | 0 | 20 | 5  | +15 | 15 |
| 2.   | Finlandia   | 5  | 3 | 0   | 0   | 2 | 9  | 11 | -2  | 9  |
| 3.   | Germania    | 5  | 2 | 0   | 1   | 2 | 8  | 8  | 0   | 7  |
| 3.   | Danimarca   | 5  | 2 | 0   | 0   | 3 | 13 | 12 | +1  | 6  |
| 5.   | Bielorussia | 5  | 1 | 1   | 0   | 3 | 7  | 11 | -4  | 5  |
| 6.   | Slovacchia  | 5  | 1 | 0   | 0   | 4 | 8  | 18 | -10 | 3  |

### Girone F
| Mannheim 14 maggio 2010, ore 16:15 UTC+2 | Canada    | 12 – 1 (1-1; 7-0; 4-0) referto | Norvegia | SAP Arena (2.670 spett.) |
| Kane 13:09 39:48 Perry 23:51 Giordano 33:12 Tavares 36:42 45:57 49:18 Peverley 37:27 Downie 38:16 Whitney 39:06 Eberle 40:39 Duchene 50:18 Marcatori 1:35 Holøs |           |                                |          |                          |
| |           |                                |          |                          |
| Kane 13:09 39:48 Perry 23:51 Giordano 33:12 Tavares 36:42 45:57 49:18 Peverley 37:27 Downie 38:16 Whitney 39:06 Eberle 40:39 Duchene 50:18                      | Marcatori | 1:35 Holøs                     |          |                          |

| Mannheim 14 maggio 2010, ore 20:15 UTC+2                                                               | Svezia    | 4 – 2 (3-1; 0-0; 1-1) referto | Lettonia | SAP Arena (3.078 spett.) |
| Pääjärvi-Svensson 0:31 Ekman-Larsson 5:08 Nylander 14:30 Mårtensson 58:00 Marcatori 0:56 45:01 Karsums |           |                               |          |                          |
| |           |                               |          |                          |
| Pääjärvi-Svensson 0:31 Ekman-Larsson 5:08 Nylander 14:30 Mårtensson 58:00                              | Marcatori | 0:56 45:01 Karsums            |          |                          |

| Mannheim 15 maggio 2010, ore 20:15 UTC+2                         | Svizzera  | 3 – 2 (2-0; 1-2; 0-0) referto | Rep. Ceca | SAP Arena (7.206 spett.) |
| Plüss 4:13 Ambühl 14:07 31:47 Marcatori 24:07 Marek 34:41 Blaťák |           |                               |           |                          |
|                                                                  |           |                               |           |                          |
| Plüss 4:13 Ambühl 14:07 31:47                                    | Marcatori | 24:07 Marek 34:41 Blaťák      |           |                          |

| Mannheim 16 maggio 2010, ore 16:15 UTC+2                                 | Lettonia  | 5 – 0 (0-0; 0-0; 5-0) referto | Norvegia | SAP Arena (1.925 spett.) |
| Sotnieks 42:06 Cipulis 48:45 Galviņš 57:02 59:54 Sprukts 58:25 Marcatori |           |                               |          |                          |
|                                                                          |           |                               |          |                          |
| Sotnieks 42:06 Cipulis 48:45 Galviņš 57:02 59:54 Sprukts 58:25           | Marcatori |                               |          |                          |

| Mannheim 16 maggio 2010, ore 20:15 UTC+2               | Svezia    | 3 – 1 (1-0; 2-0; 0-1) referto | Canada | SAP Arena (4.289 spett.) |
| Harju 2:35 Andersson 21:47 24:51 Marcatori 46:57 Laich |           |                               |        |                          |
|                                                        |           |                               |        |                          |
| Harju 2:35 Andersson 21:47 24:51                       | Marcatori | 46:57 Laich                   |        |                          |

| Mannheim 17 maggio 2010, ore 16:15 UTC+2                                     | Norvegia  | 3 – 2 (3-1; 0-0; 0-1) referto | Svizzera | SAP Arena (1.896 spett.) |
| Bastiansen 3:55 Spets 6:53 Aasen 18:39 Marcatori 7:49 Brunner 57:49 Vauclair |           |                               |          |                          |
|                                                                              |           |                               |          |                          |
| Bastiansen 3:55 Spets 6:53 Aasen 18:39                                       | Marcatori | 7:49 Brunner 57:49 Vauclair   |          |                          |

| Mannheim 17 maggio 2010, ore 20:15 UTC+2                  | Rep. Ceca | 3 – 1 (0-0; 2-0; 1-1) referto | Lettonia | SAP Arena (3.354 spett.) |
| Rolinek 22:21 37:51 Červenka 52:51 Marcatori 52:05 Pečura |           |                               |          |                          |
|                                                           |           |                               |          |                          |
| Rolinek 22:21 37:51 Červenka 52:51                        | Marcatori | 52:05 Pečura                  |          |                          |

| Mannheim 18 maggio 2010, ore 16:15 UTC+2                                  | Canada    | 2 – 3 (1-1; 0-2; 1-0) referto        | Rep. Ceca | SAP Arena (6.466 spett.) |
| Whitney 6:59 Duchene 58:49 Marcatori 18:20 Kašpar 32:19 Jágr 38:18 Klepiš |           |                                      |           |                          |
|                                                                           |           |                                      |           |                          |
| Whitney 6:59 Duchene 58:49                                                | Marcatori | 18:20 Kašpar 32:19 Jágr 38:18 Klepiš |           |                          |

| Mannheim 18 maggio 2010, ore 20:15 UTC+2                                         | Svizzera  | 0 – 5 (0-1; 0-2; 0-2) referto                                          | Svezia | SAP Arena (5.757 spett.) |
| Marcatori 3:02 44:41 Pääjärvi-Svensson 20:48 Harju 23:40 Hedman 43:53 Pettersson |           |                                                                        |        |                          |
|                                                                                  |           |                                                                        |        |                          |
|                                                                                  | Marcatori | 3:02 44:41 Pääjärvi-Svensson 20:48 Harju 23:40 Hedman 43:53 Pettersson |        |                          |

| Pos. |           | PG | V | VOT | POT | P | GF | GS | DR  | Pt |
| 1.   | Svezia    | 5  | 4 | 0   | 0   | 1 | 13 | 7  | +6  | 12 |
| 2.   | Svizzera  | 5  | 3 | 0   | 0   | 2 | 12 | 12 | 0   | 9  |
| 3.   | Rep. Ceca | 5  | 3 | 0   | 0   | 2 | 12 | 10 | +2  | 9  |
| 4.   | Canada    | 5  | 2 | 0   | 0   | 3 | 22 | 12 | +10 | 6  |
| 5.   | Norvegia  | 5  | 2 | 0   | 0   | 3 | 9  | 26 | -15 | 6  |
| 6.   | Lettonia  | 5  | 1 | 0   | 0   | 4 | 10 | 16 | -6  | 3  |

## Girone per non retrocedere

### Girone G
| Colonia 15 maggio 2010, ore 16:15 UTC+2                                                                                         | Stati Uniti | 10 – 0 (4-0; 5-0; 1-0) referto | Kazakistan | Lanxess Arena (4.529 spett.) |
| Oshie 0:55 Okposo 1:13 Gilroy 6:53 10:20 36:46 Foligno 28:03 Potulny 36:34 Dubinsky 38:44 Kennedy 39:29 Kreider 58:57 Marcatori |             |                                |            |                              |
| |             |                                |            |                              |
| Oshie 0:55 Okposo 1:13 Gilroy 6:53 10:20 36:46 Foligno 28:03 Potulny 36:34 Dubinsky 38:44 Kennedy 39:29 Kreider 58:57           | Marcatori   |                                |            |                              |

| Mannheim 15 maggio 2010, ore 16:15 UTC+2          | Italia    | 1 – 2 (0-1; 0-0; 1-1) referto | Francia | SAP Arena (3.173 spett.) |
| Strazzabosco 51:04 Marcatori 4:34 Amar 43:14 Gras |           |                               |         |                          |
|                                                   |           |                               |         |                          |
| Strazzabosco 51:04                                | Marcatori | 4:34 Amar 43:14 Gras          |         |                          |

| Colonia 16 maggio 2010, ore 12:15 UTC+2                  | Francia   | 0 – 4 (0-0; 0-2; 0-2) referto                  | Stati Uniti | Lanxess Arena (4.325 spett.) |
| Marcatori 24:49 53:41 Foligno 34:06 Dubinsky 41:36 Oshie |           |                                                |             |                              |
|                                                          |           |                                                |             |                              |
|                                                          | Marcatori | 24:49 53:41 Foligno 34:06 Dubinsky 41:36 Oshie |             |                              |

| Mannheim 16 maggio 2010, ore 12:15 UTC+2               | Italia    | 2 – 1 (0-0; 0-0; 2-1) referto | Kazakistan | SAP Arena (1.934 spett.) |
| Borgatello 46:43 Souza 49:30 Marcatori 44:37 Starčenko |           |                               |            |                          |
|                                                        |           |                               |            |                          |
| Borgatello 46:43 Souza 49:30                           | Marcatori | 44:37 Starčenko               |            |                          |

| Colonia 18 maggio 2010, ore 12:15 UTC+2                                                   | Stati Uniti    | 2 – 2 (d.t.s.) (1-0; 0-1; 1-1; 1-1) referto | Italia | Lanxess Arena (5.864 spett.) |
| Dubinsky 11:45 Potulny 51:08 Marcatori 34:00 Scandella 46:49 Margoni Oshie Shootout 1 – 0 |                |                                             |        |                              |
|                                                                                           |                |                                             |        |                              |
| Dubinsky 11:45 Potulny 51:08                                                              | Marcatori      | 34:00 Scandella 46:49 Margoni               |        |                              |
| Oshie                                                                                     | Shootout 1 – 0 |                                             |        |                              |

| Mannheim 18 maggio 2010, ore 12:15 UTC+2                                                                                       | Kazakistan | 3 – 5 (2-3; 0-1; 1-1) referto                                    | Francia | SAP Arena (7.845 spett.) |
| Dudarev 10:30 Starčenko 15:55 Krasnoslabodcev 53:18 Marcatori 8:39 Treille 12:19 Meunier 13:43 Gras 29:46 Amar 48:42 Bellemare |            |                                                                  |         |                          |
| |            |                                                                  |         |                          |
| Dudarev 10:30 Starčenko 15:55 Krasnoslabodcev 53:18                                                                            | Marcatori  | 8:39 Treille 12:19 Meunier 13:43 Gras 29:46 Amar 48:42 Bellemare |         |                          |

| Pos. |             | PG | V | VOT | POT | P | GF | GS | DR  | Pt |
| 1.   | Stati Uniti | 3  | 2 | 1   | 0   | 0 | 17 | 2  | +15 | 8  |
| 2.   | Francia     | 3  | 2 | 0   | 0   | 1 | 7  | 8  | -1  | 6  |
| 3.   | Italia      | 3  | 1 | 0   | 1   | 1 | 5  | 6  | -1  | 4  |
| 4.   | Kazakistan  | 3  | 0 | 0   | 0   | 3 | 4  | 17 | -13 | 0  |

## Fase ad eliminazione diretta
|  | Quarti di finale | Quarti di finale | Quarti di finale |           |        | Semifinali | Semifinali | Semifinali |        |                 | Finale          | Finale          | Finale |  |
|  |                  |                  |                  |           |        |            |            |            |        |                 |                 |                 |        |  |
|  | E1               | Russia           | 5                |           |        |            |            |            |        |                 |                 |                 |        |  |
|  | E1               | Russia           | 5                |           |        |            |            |            |        |                 |                 |                 |        |  |
|  | F4               | Canada           | 2                |           |        |            |            |            |        |                 |                 |                 |        |  |
|  | F4               | Canada           | 2                |           | Russia | Russia     | 2          |            |        |                 |                 |                 |        |  |
|  |                  |                  |                  |           | Russia | Russia     | 2          |            |        |                 |                 |                 |        |  |
|  |                  |                  | Germania         | Germania  | 1      |            |            |            |        |                 |                 |                 |        |  |
|  | F2               | Svizzera         | Germania         | Germania  | 1      | 0          |            |            |        |                 |                 |                 |        |  |
|  | F2               | Svizzera         |                  |           |        |            |            |            |        |                 |                 |                 |        |  |
|  | E3               | Germania         | 1                |           |        |            |            |            |        |                 |                 |                 |        |  |
|  | E3               | Germania         | 1                |           | Russia | Russia     | 1          |            |        |                 |                 |                 |        |  |
|  |                  |                  |                  |           |        |            |            |            |        |                 |                 |                 |        |  |
|  |                  |                  | Rep. Ceca        | Rep. Ceca | 2      |            |            |            |        |                 |                 |                 |        |  |
|  | F1               | Svezia           | Rep. Ceca        | Rep. Ceca | 2      | 4          |            |            |        |                 |                 |                 |        |  |
|  | F1               | Svezia           |                  |           |        | 4          |            |            |        |                 |                 |                 |        |  |
|  | E4               | Danimarca        | 2                |           |        |            |            |            |        |                 |                 |                 |        |  |
|  | E4               | Danimarca        | 2                |           | Svezia | Svezia     | 2          |            |        | Finale 3º posto | Finale 3º posto | Finale 3º posto |        |  |
|  |                  |                  |                  |           | Svezia | Svezia     | 2          |            |        |                 |                 |                 |        |  |
|  |                  |                  | Rep. Ceca        | Rep. Ceca | 3      |            |            |            |        |                 |                 |                 |        |  |
|  | E2               | Finlandia        | Rep. Ceca        | Rep. Ceca | 3      | 1          |            |            | Svezia | Svezia          | 3               |                 |        |  |
|  | E2               | Finlandia        |                  |           |        |            |            |            | Svezia | Svezia          | 3               |                 |        |  |
|  | F3               | Rep. Ceca        | 2                |           |        | Germania   | Germania   | 1          |        |                 |                 |                 |        |  |

### Quarti di finale
| Colonia 20 maggio 2010, ore 16:15 UTC+2                   | Finlandia      | 1 – 1 (d.t.s.) (1-0; 0-0; 0-1; 0-0) referto | Rep. Ceca | Lanxess Arena (9.258 spett.) |
| Kontiola 0:55 Marcatori 41:12 Klepiš Shootout 0 – 1 Marek |                |                                             |           |                              |
|                                                           |                |                                             |           |                              |
| Kontiola 0:55                                             | Marcatori      | 41:12 Klepiš                                |           |                              |
|                                                           | Shootout 0 – 1 | Marek                                       |           |                              |

| Mannheim 20 maggio 2010, ore 16:15                                                          | Svezia    | 4 – 2 (1-0; 2-1; 1-1) referto | Danimarca | SAP Arena (3.487 spett.) |
| Nilson 14:58 Andersson 27:21 Wallin 32:29 Omark 53:17 Marcatori 33:18 Damgaard 57:35 Madsen |           |                               |           |                          |
|                                                                                             |           |                               |           |                          |
| Nilson 14:58 Andersson 27:21 Wallin 32:29 Omark 53:17                                       | Marcatori | 33:18 Damgaard 57:35 Madsen   |           |                          |

| Colonia 20 maggio 2010, ore 20:15 UTC+2                                                              | Russia    | 5 – 2 (1-0; 2-0; 2-2) referto | Canada | Lanxess Arena (12.274 spett.) |
| Afinogenov 19:02 Dacjuk 21:45 Malkin 37:31 56:56 Fëdorov 47:31 Marcatori 53:52 Tavares 59:46 Duchene |           |                               |        |                               |
| |           |                               |        |                               |
| Afinogenov 19:02 Dacjuk 21:45 Malkin 37:31 56:56 Fëdorov 47:31                                       | Marcatori | 53:52 Tavares 59:46 Duchene   |        |                               |

| Mannheim 20 maggio 2010, ore 20:15 | Svizzera  | 0 – 1 (0-0; 0-1; 0-0) referto | Germania | SAP Arena (12.500 spett.) |
| Marcatori 30:46 Gogulla            |           |                               |          |                           |
|                                    |           |                               |          |                           |
|                                    | Marcatori | 30:46 Gogulla                 |          |                           |

### Semifinali
| Colonia 22 maggio 2010, ore 14:00 UTC+2                                              | Svezia         | 2 – 2 (d.t.s.) (1-1; 1-0; 0-1; 0-0) referto | Rep. Ceca | Lanxess Arena (13.437 spett.) |
| Harju 8:29 Engqvist 31:25 Marcatori 17:28 Mojžíš 59:52 Rachůnek Shootout 0 – 1 Marek |                |                                             |           |                               |
|                                                                                      |                |                                             |           |                               |
| Harju 8:29 Engqvist 31:25                                                            | Marcatori      | 17:28 Mojžíš 59:52 Rachůnek                 |           |                               |
|                                                                                      | Shootout 0 – 1 | Marek                                       |           |                               |

| Colonia 22 maggio 2010, ore 18:00 UTC+2          | Russia    | 2 – 1 (0-1; 1-0; 1-0) referto | Germania | Lanxess Arena (18.734 spett.) |
| Malkin 31:07 Dacjuk 58:10 Marcatori 15:30 M. Goc |           |                               |          |                               |
|                                                  |           |                               |          |                               |
| Malkin 31:07 Dacjuk 58:10                        | Marcatori | 15:30 M. Goc                  |          |                               |

### Finale per il 3º posto
| Colonia 23 maggio 2010, ore 16:15 UTC+2                            | Svezia    | 3 – 1 (1-0; 0-1; 2-0) referto | Germania | Lanxess Arena (15.873 spett.) |
| Pääjärvi-Svensson 2:56 Andersson 43:57 59:27 Marcatori 36:03 Barta |           |                               |          |                               |
|                                                                    |           |                               |          |                               |
| Pääjärvi-Svensson 2:56 Andersson 43:57 59:27                       | Marcatori | 36:03 Barta                   |          |                               |

### Finale
| Colonia 23 maggio 2010, ore 20:30 UTC+2          | Russia    | 1 – 2 (0-1; 0-1; 1-0) referto | Rep. Ceca | Lanxess Arena (19.132 spett.) |
| Dacjuk 59:24 Marcatori 0:20 Klepiš 38:13 Rolinek |           |                               |           |                               |
|                                                  |           |                               |           |                               |
| Dacjuk 59:24                                     | Marcatori | 0:20 Klepiš 38:13 Rolinek     |           |                               |

## Classifica marcatori
| Giocatore                | PG | G | A  | Pt | +/- | MP |
| ------------------------ | -- | - | -- | -- | --- | -- |
| Il'ja Koval'čuk          | 9  | 2 | 10 | 12 | +8  | 2  |
| Brandon Dubinsky         | 6  | 3 | 7  | 10 | +3  | 2  |
| Magnus Pääjärvi-Svensson | 9  | 5 | 4  | 9  | +8  | 2  |
| Ray Whitney              | 7  | 2 | 6  | 8  | 0   | 0  |
| John Tavares             | 7  | 7 | 0  | 7  | +2  | 6  |
| Pavel Dacjuk             | 6  | 6 | 1  | 7  | +6  | 0  |
| Evgenij Malkin           | 5  | 5 | 2  | 7  | +6  | 10 |
| Matt Duchene             | 7  | 4 | 3  | 7  | +5  | 0  |
| Maksim Afinogenov        | 9  | 3 | 4  | 7  | +7  | 18 |
| Jaromír Jágr             | 9  | 3 | 4  | 7  | +1  | 12 |
| Jakub Klepiš             | 9  | 3 | 4  | 7  | -1  | 8  |

Fonte: IIHF.com

## Classifica portieri
| Giocatore         | Min    | TC  | GS | SO | MGS  | Sv%   |
| ----------------- | ------ | --- | -- | -- | ---- | ----- |
| Dennis Endras     | 364:06 | 181 | 7  | 1  | 1.15 | 96,13 |
| Semën Varlamov    | 297:53 | 135 | 7  | 1  | 1.41 | 95.07 |
| Daniel Bellissimo | 263:51 | 172 | 9  | 0  | 2.05 | 94.77 |
| Tomáš Vokoun      | 496:27 | 234 | 13 | 0  | 1.57 | 94.44 |
| Andrėj Mezin      | 183:57 | 104 | 6  | 0  | 1.96 | 94.23 |

Fonte: IIHF.com

## Classifica finale
| Pos | Squadra     |
| --- | ----------- |
| 1   | Rep. Ceca   |
| 2   | Russia      |
| 3   | Svezia      |
| 4   | Germania    |
| 5   | Svizzera    |
| 6   | Finlandia   |
| 7   | Canada      |
| 8   | Danimarca   |
| 9   | Norvegia    |
| 10  | Bielorussia |
| 11  | Lettonia    |
| 12  | Slovacchia  |
| 13  | Stati Uniti |
| 14  | Francia     |
| 15  | Italia      |
| 16  | Kazakistan  |

| Campioni del mondo di hockey su ghiaccio 2010 |
| Rep. Ceca 6º titolo                           |

Il piazzamento finale è stabilito dai seguenti criteri:
- Posizioni dal 1º al 4º posto: i risultati della finale e della finale per il 3º posto
- Posizioni dal 5º all'8º posto (squadre perdenti ai quarti di finale): il piazzamento nel girone della seconda fase; in caso di parità, i punti raccolti nel girone della seconda fase; in caso di ulteriore parità, la differenza reti nel girone della seconda fase.
- Posizioni dal 9º al 12º posto (5º e 6º classificati nei gironi della seconda fase): il piazzamento nel girone della seconda fase; in caso di parità, i punti raccolti nel girone della seconda fase; in caso di ulteriore parità, la differenza reti nel girone della seconda fase.
- Posizioni dal 13º al 16º posto (girone per non retrocedere): il piazzamento nel girone G

| Promosse nel Gruppo A:         | Austria | Slovenia   |
| Retrocesse in Prima Divisione: | Italia  | Kazakistan |

### Riconoscimenti

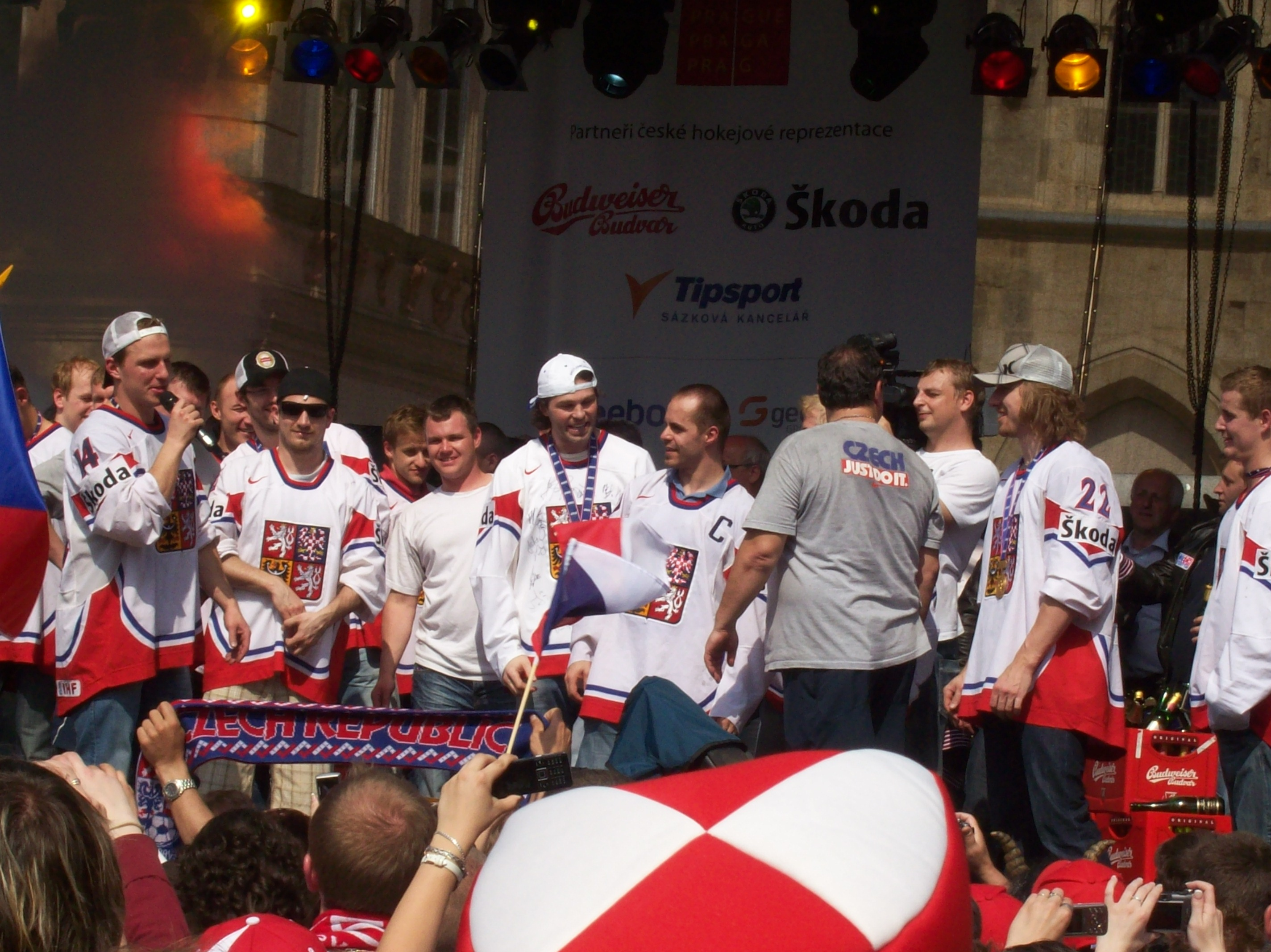
Festeggiamenti per la nazionale ceca a Praga.

Riconoscimenti individuali

| Premio                  | Giocatore        |
| ----------------------- | ---------------- |
| Miglior giocatore (MVP) | Dennis Endras    |
| Miglior portiere        | Dennis Endras    |
| Miglior difensore       | Petteri Nummelin |
| Miglior attaccante      | Pavel Dacjuk     |

All-Star Team

| Attacco:  | Pavel Dacjuk – Evgenij Malkin – Magnus Pääjärvi-Svensson |
| Difesa:   | Petteri Nummelin – Christian Ehrhoff                     |
| Portiere: | Dennis Endras                                            |